# Giulia Rizzi
Giulia Rizzi (Udine, 20 giugno 1989) è una schermitrice italiana, specializzata nella spada.

## Biografia
Giulia Rizzi nasce a Udine il 20 giugno del 1989 
e sin da bambina si appassiona alla scherma
Nella sua carriera sportiva si è allenata a Udine, Milano e Parigi. 
Ed è proprio a Parigi che ha vinto il primo oro olimpico il 30 luglio 2024 insieme alle compagne di squadra Mara Navarria, Rossella Fiamingo e Alberta Santuccio. 
Giulia Rizzi si è distinta in pedana con ottimi risultati sia individuali che a squadre: 
medaglia d’oro alla Coppa del Mondo di Barcellona di Febbraio 2024
medaglia d'argento individuale al Gran Prix di Doha Gennaio 2024
Questi sono solo i risultati più recenti, che si sommano alle medaglie d’oro ai Giochi del Mediterraneo del 2022 e ai Campionati Italiani 2021
https://fie.org/athletes/12562

## Palmarès

### Risultati élite
In carriera ha ottenuto i seguenti risultati:
Giochi olimpici
Individuale
A squadre

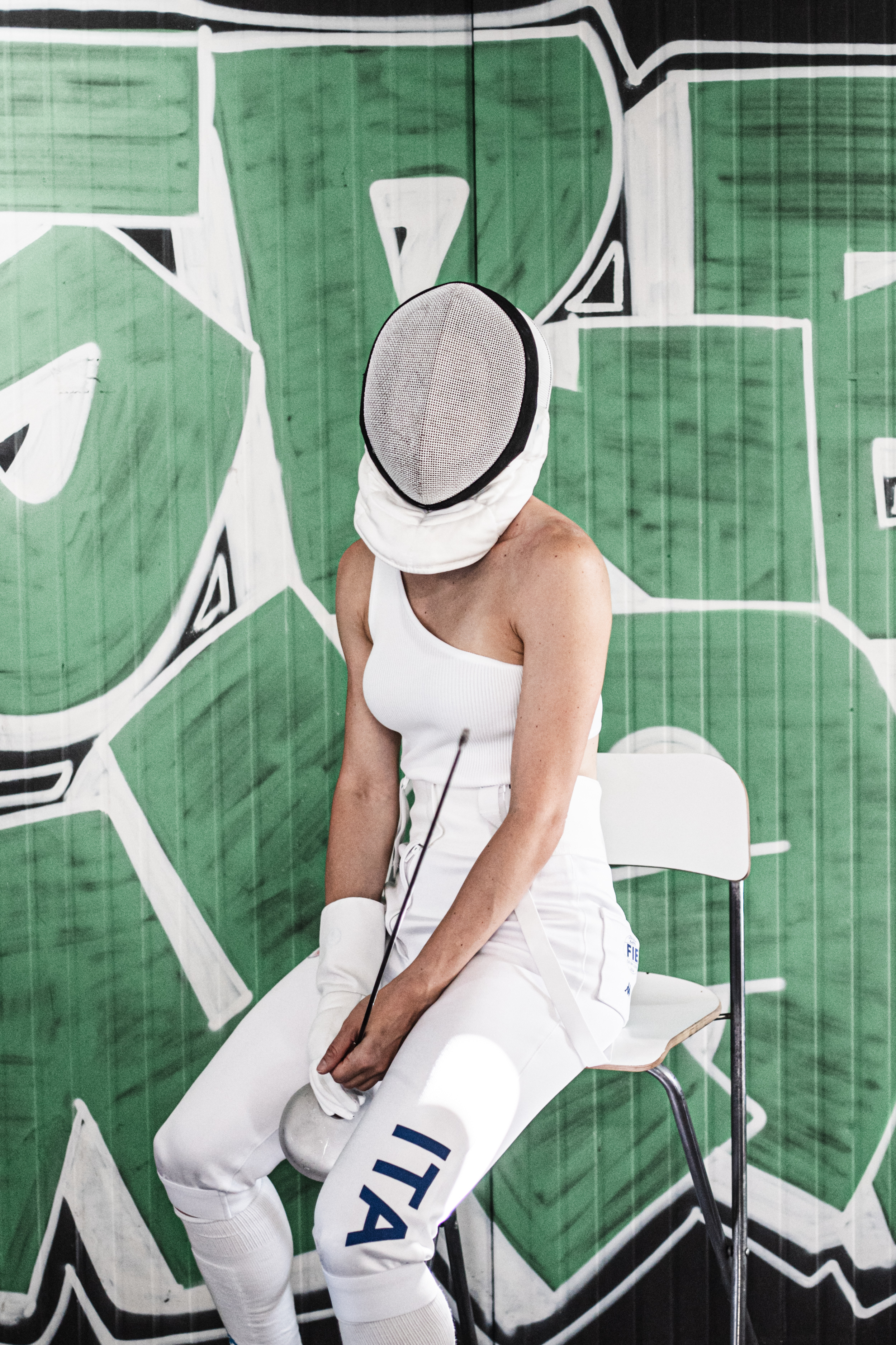

- Oro nella spada a Parigi 2024

Europei
Individuale
A squadre
- Oro nella spada a Basilea 2024
- Bronzo nella spada a Genova 2025

Giochi europei
Individuale
A squadre
- Bronzo nella spada a Baku 2015

Giochi del Mediterraneo
Individuale
- Oro nella spada a Orano 2022

Universiadi
A squadre
- Bronzo nella spada a Belgrado 2009

Campionati italiani
Individuale
- Oro nella spada a Cassino 2021
- Oro nella spada a Cagliari 2024
- Oro nella spada a Piacenza 2025
- Argento nella spada a La Spezia 2023
- Bronzo nella spada a Livorno 2011
- Bronzo nella spada a Trieste 2013
- Bronzo nella spada a Torino 2015
- Bronzo nella spada a Milano 2018

A squadre
- Oro nel fioretto a Siracusa 2010
- Oro nella spada a Roma 2016
- Oro nella spada a Gorizia 2017
- Oro nella spada a Milano 2018
- Oro nella spada a Palermo 2019
- Oro nella spada a Courmayeur 2022
- Oro nella spada a Piacenza 2025
- Argento nella spada a La Spezia 2023
- Bronzo nella spada a Cassino 2021
- Bronzo nella spada a Cagliari 2024

### Risultati giovani
Mondiali giovani
Individuale
A squadre
- Argento nella spada a Acireale 2008

Europei Under-23
Individuale
A squadre
- Bronzo nella spada a Kazan' 2011

Europei giovani
Individuale
A squadre
- Argento nella spada ad Amsterdam 2008

Campionati del mediterraneo
Individuale
- Oro nella spada a Il Cairo 2005
- Oro nella spada a Hammamet 2006

A squadre